# Gunter Sachs
Fritz Gunter Sachs (14. listopadu 1932 Mainberg – 7. května 2011 Gstaad) byl německý multimilionář.
Byl dědicem firem ZF Sachs a Opel, vyrůstal na bavorském zámku Mainberg a vystudoval ekonomii a matematiku na Univerzitě v Lausanne. Založil a provozoval síť módních obchodů Mic-Mac. Věnoval se také sportu, v roce 1959 se stal juniorským mistrem Evropy v jízdě na dvojbobu a v letech 1969 až 2011 byl předsedou St. Moritz Bobsleigh Clubu.
V šedesátých letech byl přední světovou celebritou a typickým představitelem zámožného a kultivovaného „playboye“. Byl třikrát ženatý: poprvé s Anne Marie Faureovou, podruhé s Brigitte Bardotovou a potřetí s modelkou Mirjou Larssonovou. Měl tři syny, nejstarší Rolf Sachs je výtvarník.
Byl úspěšným amatérským filmařem a fotografem, svými snímky obeslal více než čtyřicet výstav a v roce 1974 získal čestnou cenu na veletrhu Photokina. Proslul také jako mecenáš a sběratel moderního umění, vlastnil díla Reného Magritta, Roye Lichtensteina nebo Roberta Rauschenberga. Byl také filantropem a členem správní rady Psychiatrického institutu Maxe Plancka. Založil ústav pro zkoumání astrologie vědeckými metodami a vydal bestseller Akta Astrologie.
V květnu 2011 se zastřelil ve své rezidenci ve švýcarském Gstaadu. V dopise na rozloučenou zdůvodnil své rozhodnutí zhoršujícím se zdravotním stavem (objevily se zprávy, že trpěl Alzheimerovou chorobou).